# 奇力 KD-1
Kellett KD-1是一架1930年代由奇力自轉旋翼機公司研製的自轉旋翼機。它是美國陸軍使用的第一架進入服役的旋轉翼飛機，並成為第一架執行定期航空郵件服務的旋翼機公司。

## 發展

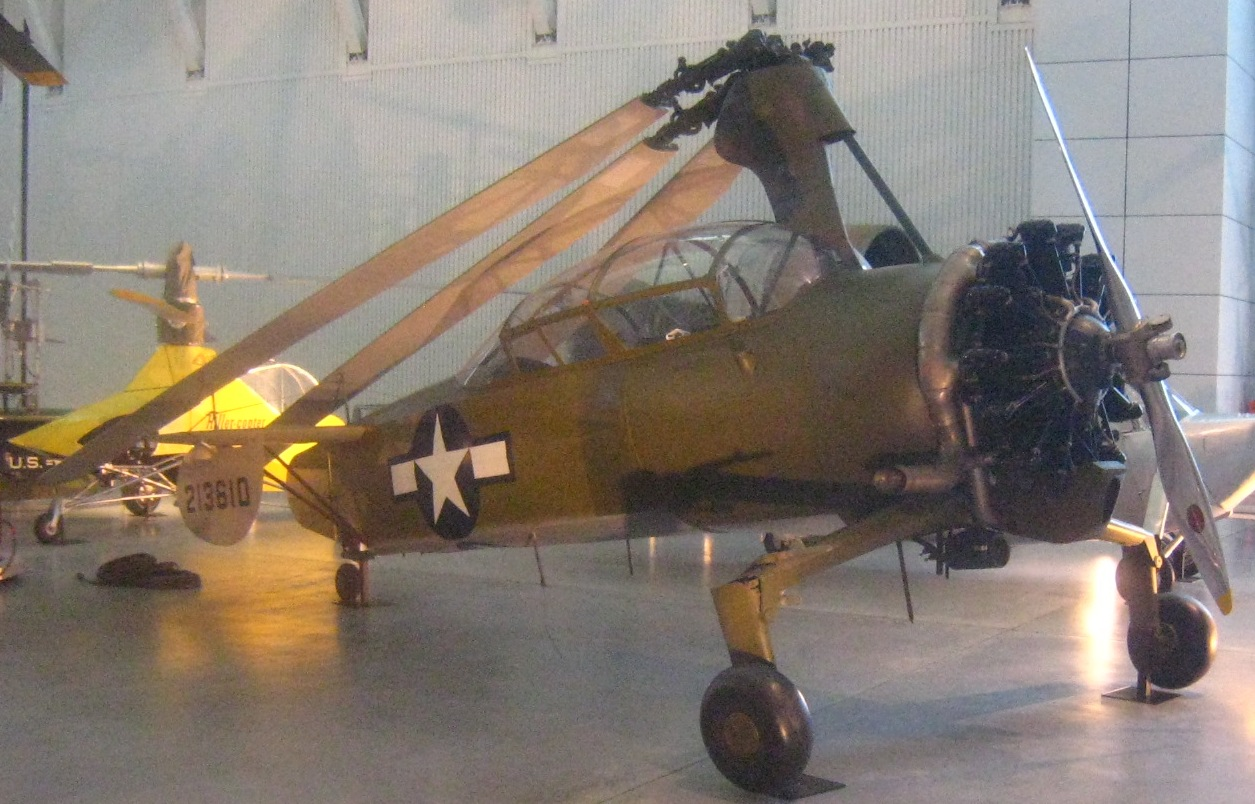
1架Kellett XO-60

利用之前建造德拉謝爾瓦自轉旋翼機公司的德拉謝爾瓦 C.30的經驗，奇力開發了KD-1。其具有雙座開放式駕駛艙、一個固定尾輪起落架。KD-1名稱中的D代表直接控制(Direct)，這意味著旋翼負責機器的所有控制，因此不需要副翼、機翼和升降舵。這引起了奇力試飛員的不信任，他們拒絕駕駛這架飛機。奇力隨後聘請了精通旋翼機的約翰尼·米勒擔任首席試飛員。在原型機測試成功後，奇力將KD-1改裝為郵遞型，命名為KD-1A，前座艙改裝為行李艙。KD-1B是KD-1A的改進型，配備封閉式駕駛艙、無線電、盲飛儀表和著陸燈，由美國東方航空訂購和運營，並聘請米勒試飛。1939年7月6日，他們在康登中央機場和費城主要郵局之間開通了第一個定期自轉旋翼機航空郵件服務。
1935年，美國陸軍購買了一架KD-1進行評估，並將其指定為YG-1，隨後又購買了第二架飛機，該飛機配備了額外的無線電設備，並指定為YG-1A。緊接著這兩架飛機之後的是一批七架指定為YG-1B。1942 年，又購買了7架指定為XO-60。 6架XO-60重新配備Jacobs R-915-3發動機，並重新命名為YO-60。一架YG-1B改裝為恆速旋翼，並被重新命名為YG-1C，後來又採用更強大的R-915發動機，並再次重新命名為XR-2。XR-2因旋翼表面共振問題而被毀壞，並用另一架改裝的YG-1B(稱為XR-3)繼續進行評估。

## 型號

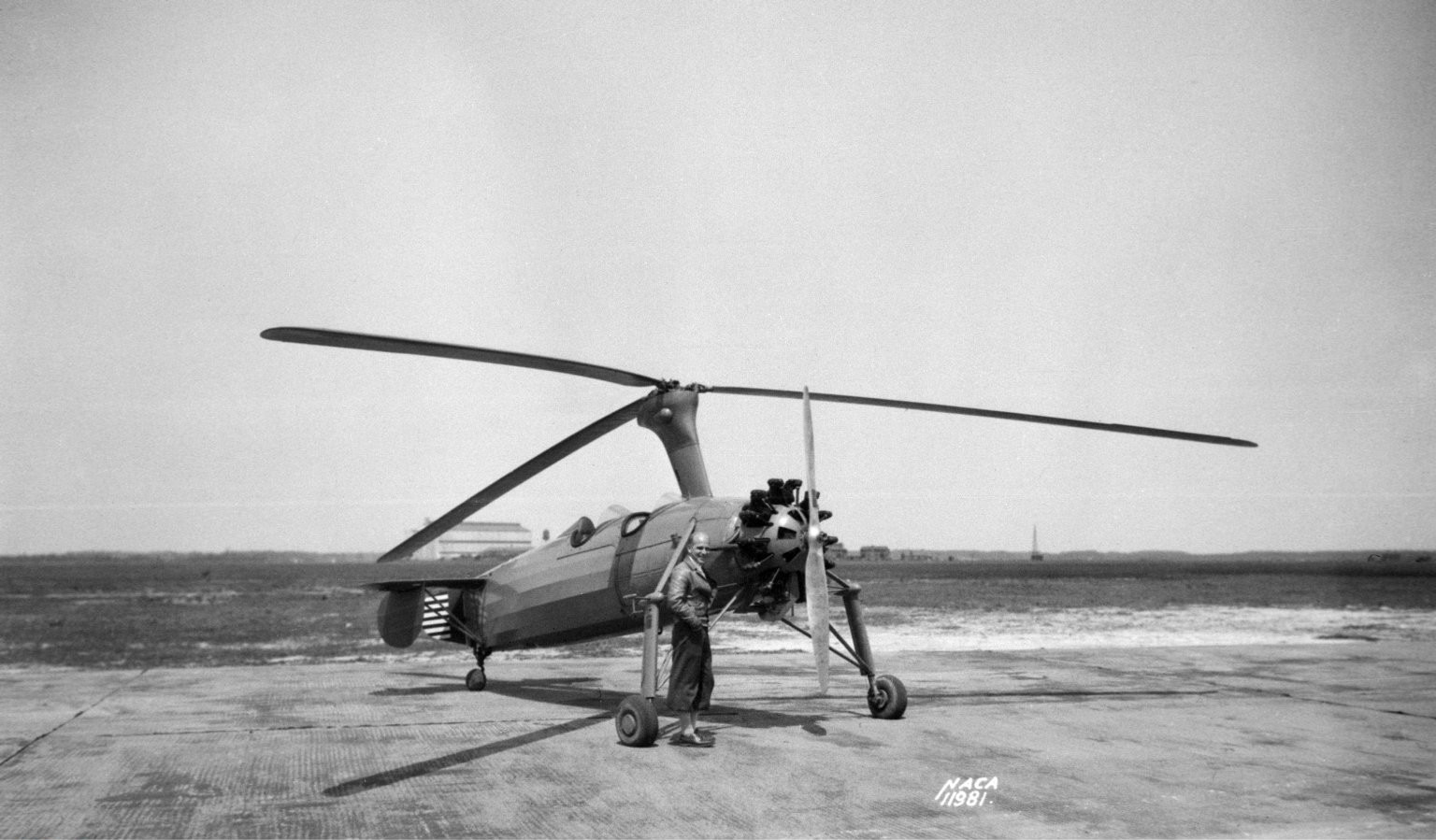
位於蘭利的YG-1 (KD-1)

KD-1
原型機，共1架
KD-1A
開放駕駛座的商用版本，裝配Jacobs L-4星型引擎，共3架，其中一架由KD-1改裝

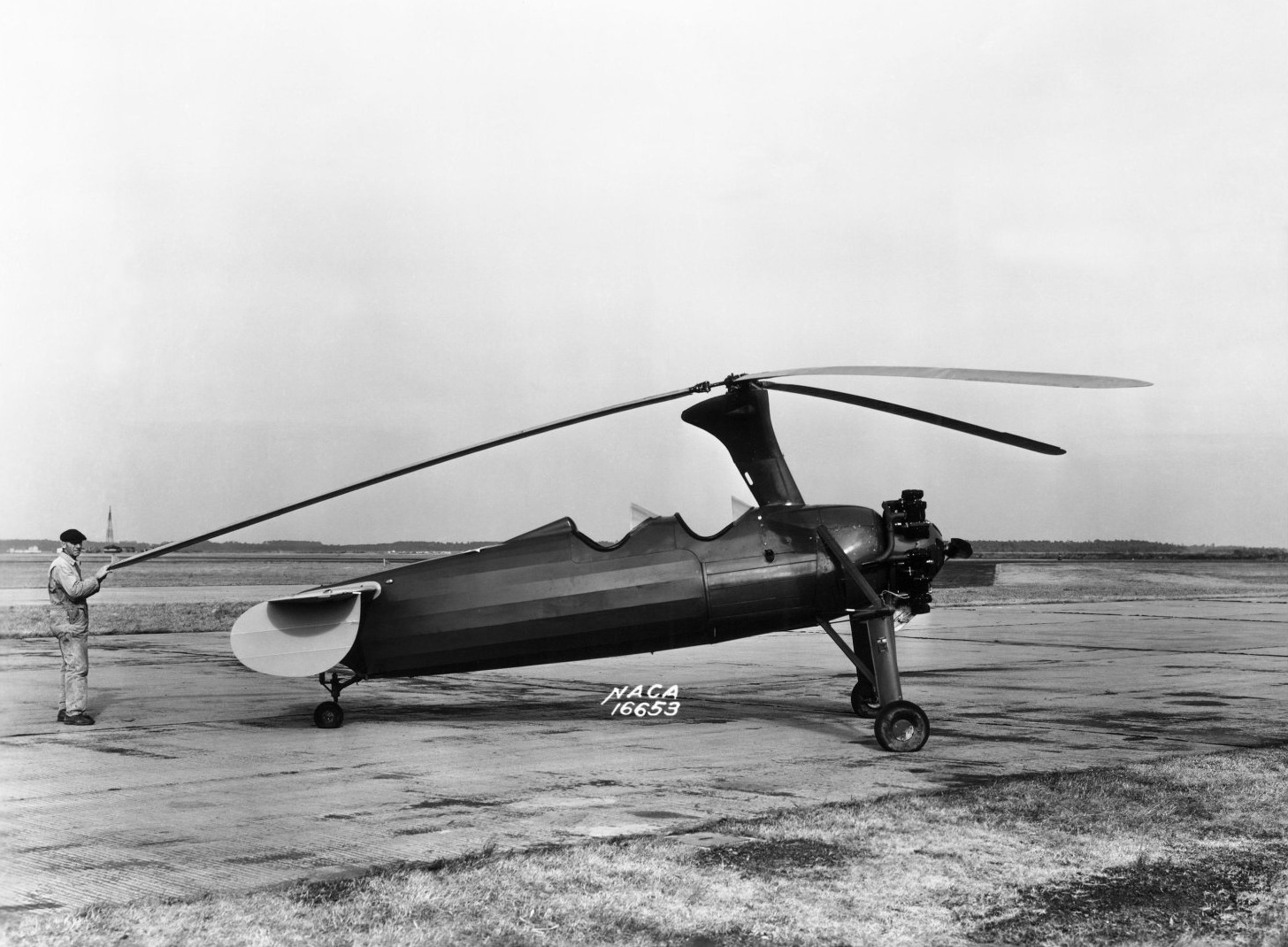
位於蘭利的YG-1B

KD-1B
具有封閉式駕駛艙的商用版本，共2架
YG-1
1架美國陸軍用於評估的KD-1A
YG-1A
增加無線電版本的YG-1，共1架
YG-1B
美國陸軍的量產版，共7架
YG-1C
1架由YG-1B改裝而成，具有恆速旋翼功能，用於評估，之後重新命名成XR-2
XO-60
美國陸軍的升級版本，配備Jacobs R-755星型引擎，共七架。
YO-60
六架 重新配備了Jacob R-915-3星型引擎的XO-60
XR-2
配備Jacob R-915-3星型引擎的YG-1C
XR-3
1架改裝成XR-2的YR-1B，用於評估
KYB Ka-Go prototype
由KYB修復遺留在戰場上的KD-1A

### 註記
1. ↑  . All the World's Rotorcraft.   [24 May 2020]. （原始内容存档于2023-11-11）.
2. ↑  Lewis, W. David.  (PDF). NASA History.   [24 May 2020]. （原始内容存档 (PDF)于2023-11-21）.
3. ↑  "ARMY AUTOGIRO" （页面存档备份，存于） Popular Science, June 1944, photo of YO-60

### 書籍
- Andrade, John. . Midland Counties Publications. 1979. ISBN 0-904597-22-9.
- Elliot, Bryn. . Air Enthusiast. No. 68. March–April 1997: 46–51. ISSN 0143-5450. * Taylor, Michael J. H. . London: Studio Editions. 1989.
- . Orbis Publishing.

## 外部連結
维基共享资源上的相關多媒體資源：奇力 KD-1